# Корбут Катерина Валеріївна
Катерина Корбут (рос. Екатерина Валерьевна Корбут; нар.9 лютого 1985 року, Ташкент, СРСР) — російська шахістка, жіночий гросмейстер (2001). Чемпіонка світу серед юніорів (2004).